# كاتو (نيويورك)
كاتو (بالإنجليزية: Cato (town), New York)‏ هي بلدة أمريكية تقع في الولايات المتحدة في مقاطعة كايوغا، نيويورك. يقدر عدد سكانها بـ 2,537 نسمة .